# Sinclair Lewis
Harry Sinclair Lewis (ur. 7 lutego 1885 w Sauk Centre, zm. 10 stycznia 1951 w Rzymie) – amerykański powieściopisarz, autor opowiadań i dramaturg.

## Kariera literacka
Sinclair Lewis został pierwszym amerykańskim laureatem Nagrody Nobla w dziedzinie literatury. Otrzymał ją w 1930 „za wigor, zdolności artystyczne, umiejętność tworzenia – inteligentnie i dowcipnie – nowych typów bohaterów”. Jego twórczość jest doceniana za jej zrozumiałość oraz za krytykę społeczeństwa amerykańskiego i wartości kapitalistycznych. Jako jedyny pisarz w historii odmówił przyjęcia Nagrody Pulitzera, przyznanej mu za książkę Arrowsmith.

## Wybrana twórczość
- Przejażdżka samolotem (1912)
- Nasz Mr. Wrenn (1914)
- Szlakiem sokoła (1915)
- Stanowisko (1917)
- Niewinni (1917)
- Na swobodzie (1914–1919)
- Ulica Główna (1920)
- Babbitt (1922)
- Arrowsmith (1925)
- Mantrap (1926)
- Elmer Gantry (1927)
- Człowiek, który znał prezydenta Coolige’a (1928)
- Samuel Dodsworth (1929)
- It Can’t Happen Here (1935)